# Вілінський Микола Миколайович
Микола Миколайович Вілінський (20 квітня (2 травня) 1888, Голта, Ананьївський повіт, Херсонська губернія, Російська імперія — 7 вересня 1956, Київ, Українська РСР, СРСР) — радянський український композитор і педагог. Заслужений діяч мистецтв УРСР (1951). Двоюрідний брат співачки Ксенії Держинської (1889–1951) та музикознавця Олександра Оссовського (1871–1957). Віддалений родич письменниці Марії Вілінської.

## Життєпис
Походить з роду спадкових дворян, батько Микола Олександрович, мати урожд. Черкунова Валентина Никифорівна, походить з роду Залізняків. Почав серйозно займатися музикою самостійно в роки навчання в Ананїевській гімназії. У 1906–1912 роках навчався на юридичному факультеті Новоросійського університету в Одесі, у 1912–1919 роках — в Одеській консерваторії по класу композиції Вітольда Малішевського, учня М. А. Римского-Корсакова й першого ректора, заснованої ним Одеської консерваторії (1913). Збереглися спогади про те, що Малішевський, назавжди залишаючи Одесу побоюючись репресій, намагався забрати свого улюбленого учня Миколу Вілінського разом з родиною в еміграцію.
З 1920 року Вілінський викладав в Одеській консерваторії, затверджений у званні професора (1926). Очолював Одеську обласну організацію Спілки композиторів України . В 1930-ті роки в нього вчилися по класі спеціальної гармонії Еміль і Ліза Гілельси, Давид Ойстрах, Яків Зак й ряд інших видатних музикантів. У роки війни був евакуйований у Ташкент, де працював професором у Ташкентській консерваторії, з 1944 року завідувач кафедри Теорії Музики Київської консерваторії.

## Творчість

Могила Миколи Вілінського та його родини, Байкове кладовище

Микола Вілінський — автор симфонічних сюїт, кантат, вокально-хорових обробок українських, російських і молдавських народних пісень, романсів, камерно-інструментальних творів, а також ряду теоретичних робіт і статей. Микола Вілінський вважається засновником баладного жанру в українській фортепіанній музиці.
В 20-ті роки композитор створив «Баладу у формі варіація на українську народну тему» op. 5, п'єси «Мрії» й «Роздуми» op. 7 (1925 рік), «Елегійну сюїту» op.8 (1914—1925 роки), «Дитячий альбом» — вісім п'єс у чотири руки op. 11 (1925).
До юнацьких творів композитора належать мініатюри без опусу: «Смутна пісенька», «Жалібний марш», «Дві мазурки», «Елегія», «Вальс», «Марш» (1905—1909), «Прелюдії No.1 й No. 2» (1909, заново відредаговані в 1949 й 1925 роках). «Прелюдія для лівої руки», «Фуга» сі-бемоль мінор, «Російські варіації в епічному стилі на оригінальну тему» op. 3 (1913—1914).
Пізніше М. Вілінський пише «Зразкові варіації» op.29 (як допомога з курсу гармонії для студентів-композиторів — 1947), «Варіації No 1 й No 2.» op. 33 (1949 рік), «Чотири мініатюри пам'яті А. Лядова» op. 40 (1956 рік).
У 1920–1930-х роках М. Вілінський зіграв велику роль у розвитку національної музичної культури Молдавії. Він багато їздив по самих глухих її районах і збирав народні пісні й танцювальні мелодії. У результаті багаторічної кропіткої роботи була видана велика їхній кількість, ці твори ввійшли в репертуар капели Дойна, крім того, з'явилися 3 сюїти для симфонічного оркестру на молдавські народні теми й кантата «Молдавія» для хору, солістів і симфонічного оркестру op. 21 (1937—1939). У Молдавії стали працювати його учні: Давид Гершфельд, що пізніше став директором Кишинівської консерваторії, Леонід Гуров та інші.
М. Вілінський брав участь у виданні зібрання творів Миколи Лисенка. Він редагував ХІІІ й XIV томи, причому частину невиданих творів він відновив по чернетках, а незакінчені роботи композитора з доручення редакційної колегії закінчив.
Серед учнів Вілінського композитори Костянтин Данькевич, Олександр Білаш, Леонід Гуров, Серафим Орфеєв, Оскар Фельцман, Давид Гершфельд, Георгій Мірецький, В. Феміліді, Антон Муха.
Нагороджений орденами Леніна й Знак Пошани. Помер на 69-му році життя 7 вересня 1956 року. Похований разом із родиною на Байковому кладовищі у Києві (ділянка № 43а).

## Про Миколу Вілінського
|  | Микола Миколайович Вілінський був прекрасним музикантом і прекрасною людиною. На всіх його творах лежить печать справжнього таланту і всі вони показують тонкий смак і велику професійну майстерність автора. Що стосується Миколи Миколайовича як людини, то всі, хто хоч зрідка зустрічався з ним, не могли не пересвідчитися в його високих душевних якостях, що виявлялися протягом усього його життя |

Борис Лятошинський
|  | Разом з Косенком, Лятошинським, Ревуцьким та іншими українськими майстрами Вілінський сприяв процесу кристалізації національних рис в українській фортепіанній культурі. |

 Українська фортепіанна музика. Хрестоматія.

## Список творів
Фортепіанні твори
- Опус без номера. П'єси для фортепіано: Сумна пісенька, Траурний марш, Дві мазурки, Елегія, Вальс, Марш «Ту-ту». Прелюд No 1, Прелюд No 2, Прелюд No 3, Прелюд для лівої руки.(«Советский композитор», K., 1961)
- Опус 2. Фуга для фортепіано. 1913 р.
- Опус 3. «Російські варіації в епічному стилі» для фортепіано на оригінальну тему. 1914 р.
- Опус 4. «Балада у формі варіацій для фортепіано на українську народну тему». 1917–1925 рр. («Мистецтво», К., 1939 і 1950)
- Опус 5. «Етюд-скерцо» для фортепіано. 1918 р.
- Опус 6. «Елегійна сюїта» — вісім прелюдій для фортепіано. 1914–1918 рр. («Музгиз», М., 1926).
- Опус 7. Дві п'єси для фортепіано: «Мрія», «Роздуми» («Музгиз», М., 1926)
- Опус 10. Соната для скрипки та фортепіано. 1929 р.
- Опус 11. «Дитячий альбом» — вісім п'єс для фортепіано в 4 руки. 1925 р. («Мистецтво», К., 1940).
- Опус 29. Взірцеві варіації для фортепіано. Посібник з курсу гармонії для студентів-композиторів. 1947 р.
- Опус 33. No 1. Варіації на оригінальну тему (Д-дур) для фортепіано. 1949 р. No 2. Варіації для фортепіано. 1949 р.
- Опус 40. «Чотири мініатюри пам'яті А. Лядова» для фортепіано. 1951 р.

Симфонічні, вокально-симфонічні, хорові твори
- Опус 1. «Характеристичні танці», сюїта для симфонічого оркестру. 1910 р.
- Опус 16. Сюїта No 1 на молдавські народні пісні для симфонічного оркестру.1932 р.
- Опус 17. Сюїта No 2 на молдавські теми для симфонічного оркестру. 1933 р.
- Опус 18. «Похідний марш» для духового оркестру. 1935 р.
- Опус 21. «Молдавія» — кантата для хору, солістів, симфонічного оркестру на слова Л. Корняну. 1937–1939 рр.
- Опус 22. Музика до кінофільму « Щастя бути молодим» (Одеська кіностудія).1937 р.
- Опус 24. Обробка «Заповіту» Т. Г. Шевченка для хору та симфонічного оркестру. 1939 р.
- Опус 28. Сюїта No 3 на теми молдавських народних пісень для симфонічного оркестру 1944–1945 рр.
- Опус 39. Обробка пісні «Стоїть гора високая» для хору, солістів, симфонічного оркестру. 1951 р.
- Опус 41. «Балетна сюїта» в 4 частинах для симфонічного оркестру. 1956 р.
- Опус без номера. Хори на тексти П. Тичини (Рукописи не знайдено).

Камерно-вокальні твори (романси й пісні, обробки українських, російських, молдавських пісень)
- Опус без номера. Романси та пісні на слова О. К. Толстого: «Ушкуйник», «Грядой клубится белою…», «Деревцо мое миндальное», «О, если б ты могла хоть на единый миг…», «Спесь», «Я тебя целовала» на слова А. Майкова,, «Какой тяжелый сон» на слова В.Соловйова. «Яскраві зіроньки горять» на слова М. Мінського. 1908—1913 рр.
- Опус без номера. «Пісню втомлено співати» і «За світлом тінь», слова О. Вілінської.1915 р.
- Опус 8. «Гуморески», чотири пісні на слова Кузьми Пруткова. 1920 р.
- Опус без номера. Два романси на слова О. Вілінської[10]: «Бузок», «Куди не поглянь — урочистий простір». 1925 р.
- Опуси 14, 15, 18, 20. 28 обробок молдавських народних пісень для голосу соло, для хору та фортепіано. 1930 — 1937 рр. Деякі з них надруковано в збірнику, виданому Комітетом в справах мистецтв Молдавської РСР у 1940 р.
- Опус без номера. Дві пісні на слова О. С. Пушкіна: «До Чаадаєва», «Стрекотуха білобока». 1937 р. (Для журналу «Радянська музика», No 6, 7 за 1937 р.)
- Опус 25. Обробка восьми молдавських народних пісень для голосу та фортепіано.1941 р.
- Опус 26. П"ять обробок узбецьких народних пісень для голосу та фортепіано. 1942 р.
- Опус 30. Чотири обробки молдавських народних пісень для голосу та фортепіано, записаних від А.Борща.
- Опус 31. Обробки українських народних пісень: 1. «Стоїть явір над водою»(Советский композитор, К., 1961), «Ой вербо, вербо», «Про Кармалюка», «Ой джигуне…» («Советский композитор», К., 1960). 1949 р.
- Опус 32. Дві обробки російських народних пісень: «Утес», «Ах, летят утки…»(Советский композитор, К., 1960). 1949 р.
- Опус 35. Три обробки українських народних пісень: «У вишневому садочку», «Ой світи, місяченьку», «Іде дощ» («Советский композитор», К., 1961).1950 р.
- Опус 36. Обробка російської народної пісні «Вниз по Волге-реке» для баса і фортепіано. 1950 р.
- Опус 37. Дві обробки молдавських народних пісень для голосу і фортепіано: «Гей, моя зозуля», "Тракторул ". 1951 р.

Редагування
- Редагування і завершення фп. тв. М.Лисенка, п'єс для скр. з фп. В. Косенка.
- Дослідження, розвідки, статті, зокрема — Особливості структури молдавських народних пісень// Рад. музика, 1938, № 4.